# Краснухин, Алексей Григорьевич
Алексей Григорьевич Краснухин (1921, Нижегородская область — 1960) — советский военнослужащий, участник Великой Отечественной войны, полный кавалер ордена Славы, командир стрелкового отделения 362-й отдельной стрелковой роты старший сержант — на момент представления к награждению орденом Славы 1-й степени.

## Биография
Родился в 1921 году в селе Подосиновица Большемурашкинского района Нижегородской области. Окончил 4 класса. В 1935 году с семьей переехал в село Бражное Канского района Красноярского края семью, где незадолго до этого обосновался отец. Работал в местном колхозе.
В 1940 году был призван в Красную Армию. Службу начинал на Дальнем Востоке, в 27-й железнодорожной бригаде. Накануне Великой Отечественной войны бригада передислоцировалась к западным границам страны, под город Тернополь. Здесь в селе Огурцовка, в двенадцати километрах от города, и начался в июне 1941 года ратный путь солдата Краснухина.
В первые месяцы войны воины-железнодорожники отступали под натиском врага вместе со строевыми частями. Приходилось, невзирая на жесточайшие бомбежки и артиллерийский обстрел, восстанавливать пути, строить временные — вместо разрушенных — переправы через водные преграды, обеспечивать эвакуацию раненых, гражданского населения, стратегических грузов. Под Житомиром железнодорожникам пришлось принять участие и в отражении наземных атак противника.
К началу контрнаступления под Сталинградом Краснухин был уже закаленным и опытным воином. Счет мести, открытый им ещё под Тернополем, вырос до двенадцати уничтоженных противников. За это время он был ранен и контужен, но, немного подлечившись, снова вставал в строй.
В боях за Сталинград красноармеец Краснухин сражался уже в составе 62-й армии. Был ранен и контужен, но всегда возвращался в строй. При окружении немецко-вражеских войск, 22 ноября, в бою под городом Калач, он вновь получил ранение, на это раз тяжелое.
После длительного лечения в госпитале был направлен в 82-ю гвардейскую стрелковую дивизию, которая к тому времени занимала оборону на левом берегу Вислы, в районе города Магнушев, в составе 8-й гвардейской армии. В составе этой дивизии гвардеец Краснухин прошел боевой путь до Берлина. Будучи стрелком, затем командиром отделения добровольно участвовал в ночных поисках разведчиков. За захват ценного «языка» был награждён медалью «За отвагу»
14 января 1945 года 1-й Белорусский фронт начал наступление с привислинских плацдармов. 82-я гвардейская стрелковая дивизия прорывала оборону противника в первом эшелоне наступающих.
14 января рядовой Краснухин, участвуя в бою по прорыву обороны противника в районе Липске Буды, под сильным огнём преодолел минное поле, гранатами подорвал проволочное заграждение и увлек за собой товарищей. Ворвался в траншею и огнём из автомата и гранатами уничтожил 11 противников, а 3 взял в плен. Ещё 3 немецких солдат он уничтожил на следующий день при продолжении наступления. 15 января вынес с поля боя тяжелораненого товарища.
Приказом от 27 января 1945 года за смелые боевые действия при прорыве обороны противника, урон, нанесенный немцам, спасение раненого товарища рядовой Краснухин Алексей Григорьевич награждён орденом Славы 3-й степени.
Наступление продолжалось. 19 января был взят город Лодзь. Стремительно продвигаясь вперед, советские войска окружили большую группировку противника в Познани.
5 февраля на северной окраине города Познань отделение старшего сержанта Краснухина продвигалось с боем от дома к дому. Командир первым продвигался вперед, увлекая за собой товарищей. Подкравшись к одному из домов, занятому гитлеровцами, он забросал гранатами пулеметный расчет, захватил пулемет и открыл из него огонь вдоль улицы и по окнам соседних зданий, где засели противники. Бойцы выбили врагов со всех этажей дома. Этим было обеспечено продвижение мобильных штурмовых трупп полка к соседним зданиям и опорным пунктам на улицах города-крепости. Активные действия командира отделения позволили бойцам выкурить немцев из трех сильно укрепленных домов, прорваться в центр города. В этом бою А. Г. Краснухин личным оружием и гранатами уничтожил 12 солдат фашистов. Был представлен к награждению орденом Славы.
Приказом по 8-й гвардейской армии от 10 марта 1945 года за отвагу и мужество, проявленный при штурме города Познань старший сержант Краснухин Алексей Григорьевич награждён за этот бой орденом Славы 2-й степени.
Наступление продолжалось. После падения Познани 8-я гвардейская армия форсировала Одер и вышла на Кюстринский плацдарм.
28-30 марта 1945 года в районе Кюстрина наши войска вели бои за овладение крепостью Альтштадт. При переправе через реку Одер от встречного сильного огня немцев погибли два командира взвода штурмующей крепость роты. Старший сержант Краснухин принял командование подразделениями на себя и повел их в атаку. В результате укрепленные позиции были взяты, уничтожено и пленено большое количество противников. В бою был ранен, но продолжал выполнять боевую задачу.
Командир дивизии гвардии генерал-майор артиллерии Хетагуров отметил в своей характеристике: «Когда погибли командиры взводов. товарищ Краснухин повел бойцов на штурм вражеских укреплений. Будучи раненым, он не оставил поля боя до окончательного разгрома противника». Заполняя наградной лист на отважного командира отделения, командир роты гвардии капитан Бурматков 2 апреля 1945 года писал: «Невзирая на сильный пулеметно-минометный огонь со стороны противника, Краснухин вел два взвода бойцов на штурм вражеских укреплений, идя впереди них. Благодаря его стремительности было парализовано сопротивление противника, полностью ликвидирован гарнизон, уничтожено до 200 немецких солдат, взято в плен 30 гитлеровцев».
Свою подпись на наградном листе командующий 8-й гвардейской армии гвардии генерал-полковник В. И. Чуйков поставил уже в поверженном Берлине 3 мая 1945 года, когда за новые отличия в боях на улицах Берлина старший сержант Краснухнн был представлен к очередной награде — ордену Красной Звезды.
Указом Президиума Верховного Совета СССР от 31 мая 1945 года за мужество, отвагу и героизм, , старший сержант Краснухин Алексей Григорьевич награждён орденом Славы 1-й степени. Стал полным кавалером ордена Славы.
В 1946 году старший сержант Краснухин был демобилизован. По приглашению однополчан приехал в Харьковскую область. Жил в селе Бунаково Лозовского района, работал ветеринарным санитаром в колхозе имени Петровского. Скончался в 1960 году.
Награждён орденами Красной Звезды, Славы 3-х степеней, медалями.